# Saturn Award voor beste uitgifte op dvd
Het volgende is een lijst van Saturn Award winnaars in de categorie Beste uigifte op dvd.
| Jaar | Film                                        |
| ---- | ------------------------------------------- |
| 2001 | Ginger Snaps                                |
| 2002 | Dog Soldiers                                |
| 2003 | Bionicle: Mask of Light                     |
| 2004 | Starship Troopers 2: Hero of the Federation |
| 2005 | Ray Harryhausen: The Early Years Collection |
| 2006 | The Sci-Fi Boys                             |
| 2007 | The Cabinet of Dr. Caligari                 |
| 2008 | Jack Brooks: Monster Slayer                 |
| 2009 | Nothing But the Truth                       |
| 2010 | Never Sleep Again: The Elm Street Legacy    |